# Tournoi des Cinq Nations 1910
Navigation
Tournoi 1909 Tournoi 1911
Le Tournoi des Cinq Nations 1910 se déroule du 1er janvier au 28 mars 1910. C'est la première édition du tournoi disputée à cinq équipes avec l'intégration de la France à la compétition britannique (le Rugby Championship dont 27 éditions ont eu lieu depuis 1882-83).
Celle-ci se déroule sur dix journées. Chacune des cinq nations affronte toutes les autres avec deux matches à domicile et deux à l'extérieur. La France reçoit l'Angleterre et l'Irlande et se déplace en Écosse et au pays de Galles. Cette configuration de réception par la France de l'Angleterre et de l'Irlande les années paires et du pays de Galles et de l'Écosse les années impaires, dure jusqu'en 1999, date du dernier Tournoi à cinq équipes, à l'exception toutefois de l'entre-deux-guerres. Elle est reconduite depuis l'an 2000 dans le Tournoi à six participants (avec réception de l'Italie les années paires).
L'Angleterre remporte le Tournoi 1910 (réalisant un Petit chelem, pas de défaite dont un ou deux matches nuls), tandis que la France obtient sa première Cuillère de bois, anti-trophée attribué à la nation ayant perdu toutes ses rencontres.

## Classement
| Rang | Nations            | J | V | N | D | PP | PC | Δ    | Pts |
| ---- | ------------------ | - | - | - | - | -- | -- | ---- | --- |
| 1    | Angleterre         | 4 | 3 | 1 | 0 | 36 | 14 | + 22 | 7   |
| 2    | Pays de Galles (T) | 4 | 3 | 0 | 1 | 88 | 28 | +60  | 6   |
| 3    | Écosse             | 4 | 2 | 0 | 2 | 46 | 28 | +18  | 4   |
| 4    | Irlande            | 4 | 1 | 1 | 2 | 11 | 36 | -25  | 3   |
| 5    | France             | 4 | 0 | 0 | 4 | 20 | 95 | -75  | 0   |

- Attribution des points de classement Pts :
deux points pour une victoire, un point pour un match nul, rien en cas de défaite.

## Décompte des points
L'attribution des points à l'époque est la suivante : l'essai vaut trois points, la transformation deux points, la pénalité trois points et le drop quatre points.

## Les matches
| Samedi 1er janvier 1910 Pluie | Pays de Galles Capitaine : Trew | 49 – 14 (21–14) | France Capitaine : Lane                                                               | St Helen's, Swansea Terrain boueux 4 000 spectateurs Arbitre : W Williams |
| Samedi 1er janvier 1910 Pluie | Essai(s) : 10 Gibbs 3, B Gronow, J Jones, H Maddocks 2, I Morgan 2, Trew Transformation(s) : 8/10 J Bancroft Pénalité(s) : J Bancroft |                 | Essai(s) : 2 Laffite, Mauriat Transformation(s) : 1/2 Menrath Pénalité(s) : 2 Menrath | St Helen's, Swansea Terrain boueux 4 000 spectateurs Arbitre : W Williams |
| Samedi 1er janvier 1910 Pluie | |                 |                                                                                       | St Helen's, Swansea Terrain boueux 4 000 spectateurs Arbitre : W Williams |

- Remarque : L'arrière français R. Menrath marque huit points à l'occasion de son unique sélection.

| Samedi 15 janvier 1910 | Angleterre Capitaine : Stoop                                                                | 11 – 6 (11–3) | Pays de Galles Capitaine : Trew | Twickenham, Londres 18 000 spectateurs Arbitre : J Dallas |
| Samedi 15 janvier 1910 | Essai(s) : 2 F Chapman, B Solomon Transformation(s) : 1/2 F Chapman Pénalité(s) : F Chapman |               | Essai(s) : 2 Gibbs, J Webb      | Twickenham, Londres 18 000 spectateurs Arbitre : J Dallas |
| Samedi 15 janvier 1910 |                                                                                             |               |                                 | Twickenham, Londres 18 000 spectateurs Arbitre : J Dallas |

| Samedi 22 janvier 1910 Temps froid | Écosse Capitaine : G Cunningham                                                                | 27 – 0 (11–0) | France Capitaine : Communeau | Inverleith, Édimbourg Bon terrain 5 000 spectateurs Arbitre : G Harris |
| Samedi 22 janvier 1910 Temps froid | Essai(s) : 7 A Angus, G Gowlland, I Robertson 2, J Tennent 3 Transformation(s) : 3/7 MacCallum |               |                              | Inverleith, Édimbourg Bon terrain 5 000 spectateurs Arbitre : G Harris |
| Samedi 22 janvier 1910 Temps froid |                                                                                                |               |                              | Inverleith, Édimbourg Bon terrain 5 000 spectateurs Arbitre : G Harris |

| Samedi 5 février 1910 | Pays de Galles Capitaine : Trew                                                     | 14 – 0 (8–0) | Écosse Capitaine : G Frew | Arms Park, Cardiff Arbitre : G Kennedy |
| Samedi 5 février 1910 | Essai(s) : 4 M Baker, I Morgan, Pugsley, Spiller Transformation(s) : 1/4 J Bancroft |              |                           | Arms Park, Cardiff Arbitre : G Kennedy |
| Samedi 5 février 1910 |                                                                                     |              |                           | Arms Park, Cardiff Arbitre : G Kennedy |

| Samedi 12 février 1910 | Angleterre Capitaine : Stoop | 0 – 0 | Irlande Capitaine : G Hamlet | Twickenham, Londres 14 000 spectateurs Arbitre : T Schofield |
| Samedi 12 février 1910 |                              |       |                              | Twickenham, Londres 14 000 spectateurs Arbitre : T Schofield |
| Samedi 12 février 1910 |                              |       |                              | Twickenham, Londres 14 000 spectateurs Arbitre : T Schofield |

| Samedi 26 février 1910 | Irlande Capitaine : G Hamlet | 0 – 14 (0–3)                                                                  | Écosse Capitaine : G Cunningham | Balmoral Showgrounds, Belfast 12 000 spectateurs Arbitre : V Cartwright |
| Samedi 26 février 1910 |                              | Essai(s) : 4 J Dobson, C Stuart, M Walter 2 Transformation(s) : 1/4 MacCallum |                                 | Balmoral Showgrounds, Belfast 12 000 spectateurs Arbitre : V Cartwright |
| Samedi 26 février 1910 |                              |                                                                               |                                 | Balmoral Showgrounds, Belfast 12 000 spectateurs Arbitre : V Cartwright |

| Samedi 3 mars 1910 Temps couvert | France Capitaine : Communeau | 3 – 11 (0–8) | Angleterre Capitaine : E Mobbs                                     | Parc des Princes, Paris Bon terrain 8 000 spectateurs Arbitre : G Bowden |
| Samedi 3 mars 1910 Temps couvert | Essai(s) : Communeau         |              | Essai(s) : 3 H Berry, A Hudson 2 Transformation(s) : 1/3 F Chapman | Parc des Princes, Paris Bon terrain 8 000 spectateurs Arbitre : G Bowden |
| Samedi 3 mars 1910 Temps couvert |                              |              |                                                                    | Parc des Princes, Paris Bon terrain 8 000 spectateurs Arbitre : G Bowden |

| Samedi 12 mars 1910 | Irlande Capitaine : C Thompson | 3 – 19 (3–3) | Pays de Galles Capitaine : Gibbs                        | Lansdowne Road, Dublin Arbitre : J Dallas |
| Samedi 12 mars 1910 | Essai(s) : G McIldowie         |              | Essai(s) : 5 L Dyke, Gibbs, J Williams 3 Drop(s) : Bush | Lansdowne Road, Dublin Arbitre : J Dallas |
| Samedi 12 mars 1910 |                                |              |                                                         | Lansdowne Road, Dublin Arbitre : J Dallas |

| Samedi 19 mars 1910 | Écosse Capitaine : G Cunningham                       | 5 – 14 (5–5) | Angleterre Capitaine : J Birkett                                              | Inverleith, Édimbourg 25 000 spectateurs Arbitre : G Kennedy |
| Samedi 19 mars 1910 | Essai(s) : D MacPherson Transformation(s) : MacCallum |              | Essai(s) : 4 H Berry, J Birkett 2, J Ritson Transformation(s) : 1/4 F Chapman | Inverleith, Édimbourg 25 000 spectateurs Arbitre : G Kennedy |
| Samedi 19 mars 1910 |                                                       |              |                                                                               | Inverleith, Édimbourg 25 000 spectateurs Arbitre : G Kennedy |

| Lundi 28 mars 1910 Beau temps | France Capitaine : Hourdebaigt | 3 – 8 (3–8) | Irlande Capitaine : G Hamlet                                         | Parc des Princes, Paris Bon terrain 10 000 spectateurs Arbitre : V Cartwright |
| Lundi 28 mars 1910 Beau temps | Essai(s) : Guillemin           |             | Essai(s) : 2 T Smyth, C Thompson Transformation(s) : 1/2 A McClinton | Parc des Princes, Paris Bon terrain 10 000 spectateurs Arbitre : V Cartwright |
| Lundi 28 mars 1910 Beau temps |                                |             |                                                                      | Parc des Princes, Paris Bon terrain 10 000 spectateurs Arbitre : V Cartwright |